# Aldehuela (Aliaga)
Aldehuela es una localidad española del municipio de Aliaga, perteneciente a la provincia de Teruel, en la comunidad autónoma de Aragón. Está ubicada en la comarca de las Cuencas Mineras. 

## El barrio
Aldehuela es un barrio fundado durante la época del desarrollo minero en Teruel, en un pequeño valle a orillas del embalse de Aliaga. El núcleo está formado por grandes edificios de ladrillos rojos usado como viviendas para los trabajadores de la antigua central térmica (1952-1982). Su población en esa época era de unos 180 habitantes. Actualmente, solo viven 23 habitantes. Debido a su fundación reciente, no hay monumentos arquitéctonicos ni religiosos. 
Se sitúa al lado izquiero de la A-2403.

### Antigua central térmica
La antigua central térmica se sitúa al noreste del núcleo. Dicho edificio fue construido por la empresa ERZ, y más tarde, ENDESA, compró la misma empresa. Al construirse la central térmica, se creó un pequeño embalse para abastecer de energía eléctrica al edificio. Su función era de aprovechar el carbón que se sacaba de las Cuencas Mineras para poder aprovecharlo. 
En 1982, la antigua central térmica se cerró debido a que empezó a escasear el carbón en la zona.

## Entorno natural
Cerca de Aldehuela, se encuentra un parque geológico de gran interés científico.
El río Guadalope atraviesa la pedanía de este a oeste, atravesando varios desfiladeros de gran interés. Uno, es donde la carretera A-2403 enlaza con la capital municipal
Pero los más conocidos son el desfiladero de la Hoz Mala y la Boca del Infierno:
- La Hoz Mala: Este desfiladero baja desde la masía de la Tosca hasta el embalse de Aliaga. Es un buen lugar para practicar el barranquismo y también el rafting. También usa el barranco de Villarrosario para el barranquismo, que desemboca en el desfiladero.

- La Boca Infierno: Es una zona estrecha que atraviesa el río Guadalope, se accede a pie desde la piscifactoría, metiéndose en el río para llegar a una gran poza donde se bañan los montañistas y también, los senderistas. También se puede acceder en coche.

### Rutas senderistas
Los desfiladeros del Guadalope son muy recorridos por muchas rutas de barranquismo y senderismo.
Desde Aldehuela, sale una de Mountain Bike que recorre el municipio atravesando la zona sur montañosa del municipio, entrando en el municipio de Pitarque; este llega al valle alto del río Pitarque. 
Desde Aldehuela, recorre una ruta senderista por la Cuesta del Recuenco. Otra sube desde el puerto de Aldehuela que accede a unos miradores que contempla la Hoz Mala y el embalse.